# 中部运河 (法国)
中部运河（法語：Canal du Centre，法語發音：[kanal dy sɑ̃tʁ]），又称沙罗莱运河（法語：Canal du Charollais，法語發音：[kanal dy ʃaʁɔlɛ]），位于法国索恩-卢瓦尔省，连接罗讷河主要通航支流索恩河与卢瓦尔河。运河的一端在迪关连接卢瓦尔河旁侧运河，另一端在索恩河畔沙隆连接索恩河。长度为112.1千米，有61座船闸。1792年通航，连通了法国南部与中西部的水运。

## 历史
1783年获得政府批准建造运河，首席工程师为埃米朗·戈泰，1784开工奠基，1792年竣工通航。
1833年，运河沿岸的蒙索莱米讷煤矿的开发，带来了大量的航运货源。货运量一直保持增长，到1936年达到了1,622,000吨煤炭经运河运出。但是在20世纪80年代，煤炭运量急剧下降，直至该煤矿在2000年关闭。

## 运河布局
起初，建有80座船闸，从西部的卢瓦尔河上升了77.64米到达运河最高处再下降130.9米到达索恩河畔沙隆。1880-1900年间，运河被大规模改建以符合法国的内河航道标准，船闸数量减少了。 

## 途经

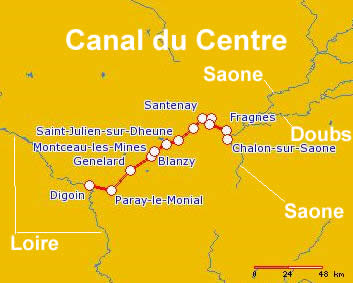
中部运河地图

根据
- PK 112 迪关
- PK 102 帕赖勒莫尼亚勒
- PK 81 热讷拉尔
- PK 65 蒙索莱米讷
- PK 61 布朗济
- PK 52 蒙沙南
- PK 45 德讷河畔圣于连
- PK 33 德讷河畔圣莱热
- PK 24.5 桑特奈
- PK 19 沙尼
- PK 17 吕利
- PK 8 弗拉涅
- PK 0 索恩河畔沙隆